# Страхиня Павлович
Страхиня Павлович (серб. Strahinja Pavlović / Страхиња Павловић, нар. 24 травня 2001, Шабаць) — сербський футболіст, захисник австрійського клубу «Ред Булл» (Зальцбург) та національної збірної Сербії.

## Клубна кар'єра
Народився 24 травня 2001 року в місті Шабаць. Вихованець футбольної школи клубу «Партизан». У вересні 2018 року підписав свій перший професійний контракт з клубом, погодившись на трирічну угоду. Дорослу футбольну кар'єру розпочав 2019 року в основній команді того ж клубу, в якій провів один сезон, взявши участь у 37 матчах чемпіонату. Більшість часу, проведеного у складі «Партизана», був основним гравцем захисту команди і допоміг команді виграти Кубок Сербії 2019 року.
У грудні 2019 року «Монако» за 10 млн євро придбало Павловича, при цьому молодий захисник залишився в «Партизані» в оренді до червня 2020 року.
Дебют Павловича за «Монако» відбувся 20 грудня 2020 року, коли він вийшов на заміну в гостьовому матчі з «Діжоном» (1:0). Втім цей матч так і залишився єдиним у тому сезоні, оскільки вже 21 січня 2021 року серб для отримання ігрової практики був відданий в оренду до кінця сезону в бельгійський «Серкль».
Влітку 2021 року, повернувшись до «Монако», став залучатись до матчів першої команди.

## Виступи за збірні
2016 року дебютував у складі юнацької збірної Сербії (U-17), загалом на юнацькому рівні взяв участь у 17 іграх і забив 2 голи.
З 2019 року залучався до складу молодіжної збірної Сербії. На молодіжному рівні зіграв у 4 офіційних матчах.
3 вересня 2020 року дебютував в офіційних матчах у складі національної збірної Сербії у матчі Ліги націй УЄФА 2020/21 проти Росії (1:3).

## Статистика виступів

### Статистика клубних виступів
| Сезон                | Команда              | Чемпіонат            | Чемпіонат | Чемпіонат | Національний кубок | Національний кубок | Національний кубок | Континентальні кубки | Континентальні кубки | Континентальні кубки | Інші змагання | Інші змагання | Інші змагання | Усього | Усього | Усього |
| Сезон                | Команда              | Ліга                 | Ігор      | Голів     | Ліга               | Ігор               | Голів              | Ліга                 | Ігор                 | Голів                | Ліга          | Ігор          | Голів         | Ігор   | Голів  |        |
| -------------------- | -------------------- | -------------------- | --------- | --------- | ------------------ | ------------------ | ------------------ | -------------------- | -------------------- | -------------------- | ------------- | ------------- | ------------- | ------ | ------ | ------ |
| лют.-черв. 2019      | «Партизан»           | СЛ                   | 11        | 0         | КС                 | 4                  | 0                  | ЛЄ                   | -                    | -                    | -             | -             | -             | 15     | 0      |        |
| 2019–20              | «Партизан»           | СЛ                   | 26        | 1         | КС                 | 4                  | 1                  | ЛЄ                   | 12                   | 0                    | -             | -             | -             | 42     | 2      |        |
| Усього за «Партизан» | Усього за «Партизан» | Усього за «Партизан» | 37        | 1         |                    | 8                  | 1                  |                      | 12                   | 0                    |               | -             | -             | 57     | 2      |        |
| Усього за кар'єру    | Усього за кар'єру    | Усього за кар'єру    | 37        | 1         |                    | 8                  | 1                  |                      | 12                   | 0                    |               | -             | -             | 57     | 2      |        |